# Waterloo Open Golf Classic
De Waterloo Open Golf Classic is het oudste golftoernooi van de Amerikaanse staat Iowa. Het wordt altijd in de tweede helft van de maand juli gespeeld.
Het Waterloo Open werd in 1933 opgericht en heeft een eigen formule. Er zijn vijf onderdelen, die verdeeld over drie openbare banen in Waterloo gespeeld worden.

## Don Narveson Memorial Youth Golf Clinic
Het Waterloo Open begint woensdag met een clinic voor de jeugd op de South Hills golfbaan. Kinderen uit de buurt krijgen privé les van een van de professionals die later aan het toernooi meedoen.

## Pro-Am
Op donderdag en vrijdag worden Pro-Am's gespeeld op de Irv Warren Memorial golfbaan. Hiervoor worden alle sponsors uirgenodigd. Ieder team bestaat uit een professional en vier amateurs. De pro's spelen voor een individuele score en een teamscore.

## Amateur toernooi
Op vrijdag beginnen de toernooien voor de amateurs, zowel dames als heren. Er doen 272 spelers mee. Zij spelen op de South Hills Golf Course en de Gates Park Golf Course. Op zaterdag spelen ze op de baan waar ze vrijdag niet speelden. Na zaterdag kwalificeren de beste 36 amateurs en de beste 4 senior amateurs zich voor het Open op zondag. Er wordt dan gespeeld op de Irv Warren Golf Course. De amateur met de laagste score over drie dagen krijgt als prijs tegoedbonnen van de lokale pro-shops.

## Professional toernooi
Het Waterloo Open heeft zaterdag een toernooi waaraan 192 professionals mee doen. In 2011 werd dat gespeeld op de Gates Park Golf Course and South Hills Golf Course. Er is een cut van 60 spelers, die zondag in een Open toernooi spelen met twintig senior amateurs.
Het prijzengeld is US$ 40.000 voor de winnaar, waardoor veel belovende spelers graag meedoen. In het verleden speelden hier onder meer Zach Johnson, Woody Austin, Tom Lehman en George McNeill. John Jacobs won in 1951 als amateur en in 1953 en 1978 als professional.

## Winnaars
| Jaar | Professional                       | Amateur                     | Senior                        | Super Senior |
| ---- | ---------------------------------- | --------------------------- | ----------------------------- | ------------ |
| 1934 | Howard Martin & Vic Bass           | Dick Graham                 |                               |              |
| 1935 | Vic Bass                           | Dick Graham                 |                               |              |
| 1936 | Johnny Revolta                     | Fred Hass Jr.               |                               |              |
| 1937 | Charles Burkhart & Art Steingraber | Gus Moreland                |                               |              |
| 1938 | Pat Wilcox & Bob Hartenberge       | Gus Moreland                |                               |              |
| 1939 | Don Wilcox                         | Dixie Smith                 |                               |              |
| 1940 | Vic Bass                           | Sid Richardson              |                               |              |
| 1941 | Joe Brown                          | Ed Updefraff                |                               |              |
| 1942 | Joe Brown & Don Wilcox             | Merle Stimson & Joe Gardner |                               |              |
| 1943 | Bob Reed                           | Merle Stimson               |                               |              |
| 1944 | Chuck Johnson                      | Dick Graham                 |                               |              |
| 1945 | Charles Burkhart                   | Ev Scheppele & Dixie Smith  |                               |              |
| 1946 | Don Wilcox                         | Babe Veum                   |                               |              |
| 1947 | Jack Hall                          | Warren Riepen               |                               |              |
| 1948 | Leonard Dodson                     | Loddie Kempa                |                               |              |
| 1949 | Earl Wilde                         | Art Koch                    |                               |              |
| 1950 | Wally Ulrich                       | Tom Crabbe                  |                               |              |
| 1951 | Jerry Barber                       | Johnny Jacobs               |                               |              |
| 1952 | Jerry Barber                       | Merle Stimson               |                               |              |
| 1953 | John Jacobs                        | Bud McCardell               |                               |              |
| 1954 | Gene Webb                          | Jack Webb                   |                               |              |
| 1955 | Gene Webb                          | Art Koch                    |                               |              |
| 1956 | Jack Jones                         | Luti Fontanini              |                               |              |
| 1957 | J.C. Goosie & Dave Ragen           | Luti Fontanini              |                               |              |
| 1958 | LaBron Harris                      | Jack Rule Jr                |                               |              |
| 1959 | Jack Ellis                         | Jack Rule Jr                |                               |              |
| 1960 | Joe Brown                          | Queston Boston              |                               |              |
| 1961 | Joe Moore Jr                       | Jim Jamieson                |                               |              |
| 1962 | Bob Shields                        | Queston Boston              |                               |              |
| 1963 | Ron Letellier                      | Jim Schepele                |                               |              |
| 1964 | Bob Harrison                       | Ev Scheppele                |                               |              |
| 1965 | Rex Baxter Jr                      | Jerry Heinz                 |                               |              |
| 1966 | Steve Spray                        | Ralph Compiano              |                               |              |
| 1967 | Frank Beard                        | Bill Hird Jr.               |                               |              |
| 1968 | Cliff Brown                        | Joe Heinz                   |                               |              |
| 1969 | Jack Rule Jr                       | Bill O'Connor               |                               |              |
| 1970 | Curtis Sifford                     | Ron Worthington             |                               |              |
| 1971 | Jerry Abbott                       | Bill Heldmar                |                               |              |
| 1972 | Bob Panasuik                       | Tom Chapman                 |                               |              |
| 1973 | Roger Buhrt                        | Lon Nielsen                 |                               |              |
| 1974 | Jack Rule Jr                       | Steve Kehrer                |                               |              |
| 1975 | Mac McClendon                      | Lon Nielsen                 |                               |              |
| 1976 | Dick Orr                           | Tom Van Gerpen              |                               |              |
| 1977 | Slugger White                      | Steve Kehrer & Jeff Smith   |                               |              |
| 1978 | John Jacobs                        | Jeff Smith                  |                               |              |
| 1979 | Lon Nielsen                        | Jim Scheppele               |                               |              |
| 1980 | Tom Sieckman                       | Steve Statton               |                               |              |
| 1981 | Curt Schnell                       | Doug Dunakey                |                               |              |
| 1982 | Bill Sakas                         | Todd Hintgen                |                               |              |
| 1983 | Mike Bender                        | Chris Donielson             |                               |              |
| 1984 | Tony Cerda                         | Scott Morgensen             |                               |              |
| 1985 | John Benda                         | Mike Ketchum                |                               |              |
| 1986 | Tom Lehman                         | Brad Clark                  |                               |              |
| 1987 | Clark Burroughs                    | John Dinnebier              |                               |              |
| 1988 | Skip Holton                        | ?                           |                               |              |
| 1989 | Skip Holton                        | Nick De Kock                |                               |              |
| 1990 | Ty Armstrong                       | Bill Hoefle                 | Jack Rule Jr                  |              |
| 1991 | Jerry Smith                        | Curt Berggren               | Dick Corsepius                |              |
| 1992 | Tom Gillis                         | John Berg                   | Jim Daley                     |              |
| 1993 | Woody Austin                       | Scott Brauer                | J.D. Turner                   |              |
| 1994 | Darrell Chivington                 | Scott Brauer                | Bobby Stroble                 |              |
| 1995 | Pat Moore                          | Paul Wurtz                  | Bobby Stroble                 |              |
| 1996 | Jeff Schmid                        | Nathan Lubs                 | Jack Rule Jr. & Evan Williams | Stan Thirsk  |
| 1997 | Jeff Schmid                        | Dave Narveson               | Ron Terry                     | =            |
| 1998 | Sean McCarty                       | Cory Braunschweig           | Frank Grote                   | Dick John    |
| 1999 | Brad Klapprott                     | Ryan Smith                  | Paul Purtzer                  | Dewey Lewis  |
| 2000 | Jerod Turner                       | KC Doland                   | Terry Comstock                | Jim Daley    |
| 2001 | George McNeill                     | k Mulder                    | Paul Halpine                  |              |
| 2002 | Jon Troutman                       | Matt Willmott               | Tony Peterson                 |              |
| 2003 | Steve Friesen                      | Marc Cahalan                | Lon Nielsen                   |              |
| 2004 | Jerod Turner                       | Matt Steddom                | Chuck Moran                   |              |
| 2005 | Brett Melton                       | Matt Lowe                   | Bobby Cornett                 |              |
| 2006 | Scott Hart                         | Jamie Frazier               | Mike Hook                     |              |
| 2007 | Jay Reynolds                       | Keith Jungen                | Dave Narveson                 |              |
| 2008 | Derek Lamely                       | Cole Peevler                | Dan Naughton                  |              |
| 2009 | Andy Winings                       | Kyle Bermel                 | Joseph Stansberry             |              |
| 2010 | Nathan Lashley                     | Justin Weber                | Ron Schroeder                 |              |
| 2011 | Nathan Lashley                     | Gene Elliott                | Javier Sanchez                |              |

## Trivia
- Alle spelers, dus ook alle amateurs, moeten zondag in een lange broek spelen.